# كأس العالم لكرة السلة للسيدات 1986
كأس العالم لكرة السلة للنساء 1986 (بالروسية: Чемпионат мира по баскетболу среди женщин 1986)‏ هو موسم من كأس العالم لكرة السلة للنساء. أقيم خلال الفترة 8 أغسطس 1986 وحتى 17 أغسطس 1986، وشارك فيه  12 فريقاً، وفاز فيه منتخب الولايات المتحدة الوطني لكرة السلة للنساء.